# Pelham Park and City Island Railway

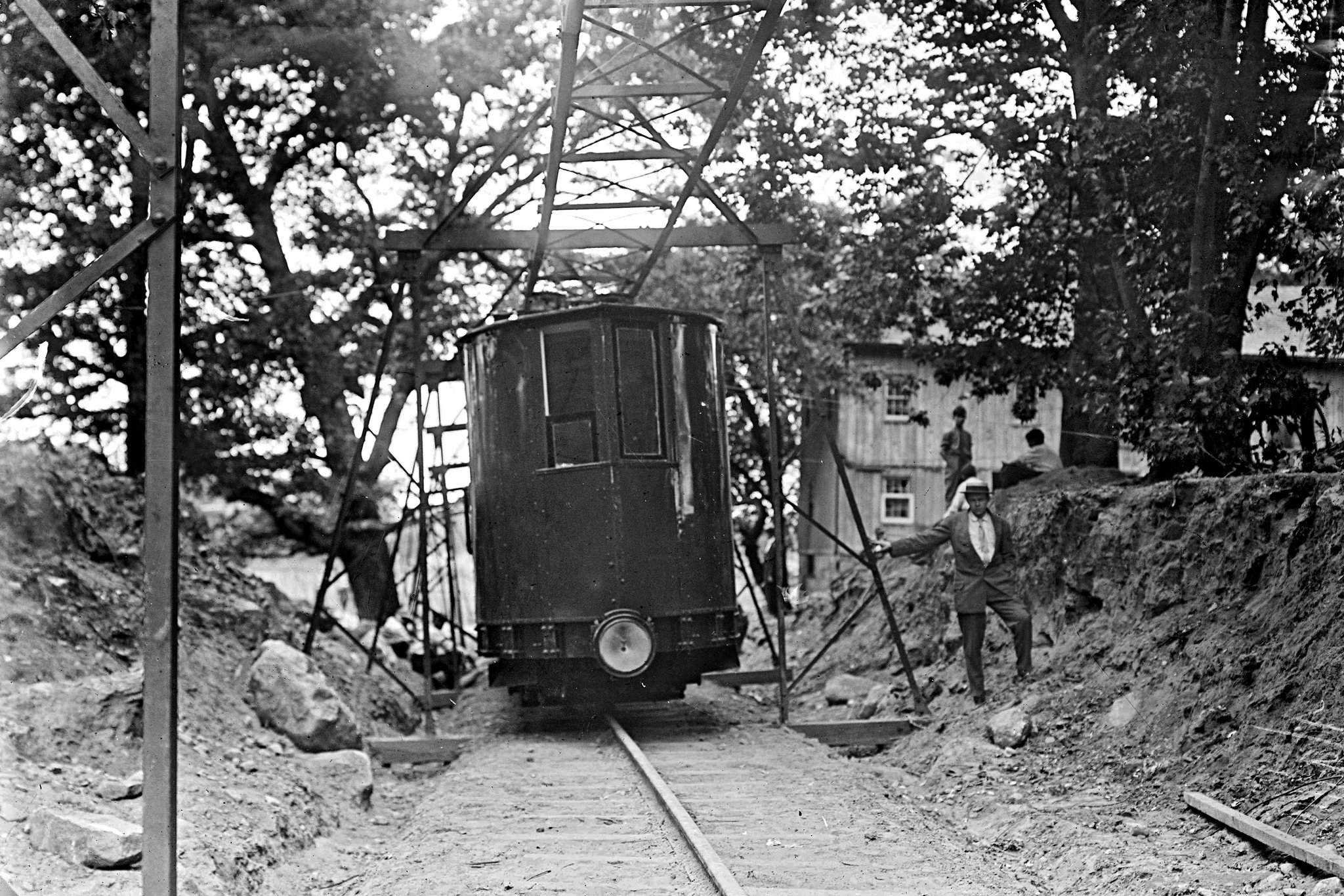
Monorotaia Pelham Park and City Island Railway

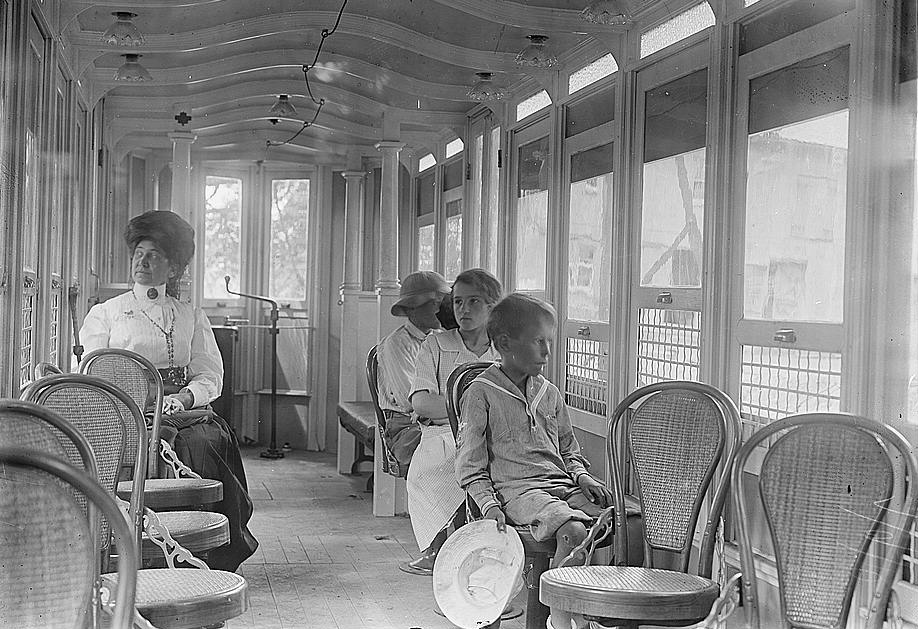
Monorotaia Pelham Park and City Island Railway

La Pelham Park and City Island Railway fu una ferrovia urbana monorotaia operante tra il 1910 ed il 1914 nel quartiere del Bronx a New York, dalla stazione di Bartow a Marshall's Corner. La vettura ferroviaria, una automotrice elettrica, era soprannominata dai cittadini "The Flying Lady" (la signora volante, in inglese).

## Tecnica
L'infrastruttura ferroviaria era costituita da una singola rotaia Vignoles che fungeva da via di corsa, e da una struttura reticolare metallica soprastante con funzione di vincolo superiore per mantenere il veicolo nell'assetto verticale. Tale sistema con singola rotaia inferiore e superiore, era analogo a quello già utilizzato a Brooklyn alla fine del XIX secolo per la Boynton Bicycle Electric Railroad.